# De camino a la vereda
De camino a la vereda (De camí al corriol, en català) és una cançó de l'agrupació musical cubana Buena Vista Social Club, composta per Ibrahim Ferrer i cantada en conjunt amb Elíades Ochoa.

## Descripció
Líricament, la cançó és una interpel·lació directa a un «compay» (compadre, compañero), advertint-li que no està prenent bones decisions, que va «de camino a la vereda» (camí estret, difícil). El grup li està retraient al seu compay que va d'una dona a una altra (Andrea, Geraldina i Dorotea), i després interpel·la a la dona i li recrimina que té «mals sentiments».
Finalment, els insta a «fugir del mayoral», perquè aquest no descobreixi els seus actes. En la història colonial de Cuba, el <i>mayoral</i> era el cap d'una plantació d'esclaus. És comú en la música cubana fer referència a elements de l'esclavisme colonial (el pagès o «guajiro», la canya de sucre, el mayoral...etc.). Això és perquè molta d'aquesta música prové dels antics esclaus, que temien el càstig del mayoral, igual que en el sud dels Estats Units la música soul feia esment dels vigilants.
En la pista original també es canten dues versos de la popular cançó mexicana «Cielito lindo».

## Versions
- De camino a la vereda, de Latin from the North
- De camino a la vereda, de Party Tyme Karaoke
- De camino a la vereda, de Paulo Moura